# Маундер, Эдвард Уолтер
Э́двард Уо́лтер Ма́ундер (англ. Edward Walter Maunder; 12 апреля 1851 — 21 марта 1928) — английский астроном, получил известность благодаря работам, посвящённым изучению солнечной активности. Открытый им период долговременного уменьшения количества солнечных пятен получил название Минимум Маундера.

## Биография
Эдвард Маундер родился в 1851 году в Лондоне. Учился в Лондонском Королевском Колледже, работал в банке, чтобы оплачивать своё обучение. С 1873 года занимался спектроскопическими наблюдениями в Королевской обсерватории в Гринвиче, а также фотографированием солнечных пятен. В ходе многолетних наблюдений выявил, что широта появления пятен на солнечном диске меняется в течение 11-летнего цикла. В 1904 году опубликовал полученные данные в виде диаграммы (так называемые Бабочки Маундера). Изучая архивные данные, обнаружил, что примерно с 1645 по 1715 годы пятна на Солнце появлялись крайне редко. Несмотря на несовершенство телескопов того времени, наблюдения Солнца проводились, и появление каждого пятна фиксировалось. Этот период получил название Минимум Маундера. Интересно, что его время практически совпадает со средней фазой так называемого малого ледникового периода, в течение которого отмечалось относительное похолодание. Однако связь между этими двумя событиями окончательно не выяснена.
Маундер также занимался наблюдениями комет, туманностей и планет, в том числе Марса. В отличие от многих других астрономов он придерживался точки зрения, что марсианские каналы являются оптической иллюзией, а не искусственными сооружениями марсиан. В 1903 году им был поставлен убедительный эксперимент, в ходе которого испытуемым показывали изображения с беспорядочным набором пятен, вместо которых многие из них видели «каналы».
Маундер был дважды женат: с 1875 года — на Эдит Анне Бастин (Edith Hannah Bustin), с которой у него было пятеро детей, а с 1890-го — на математике Энни Скотт Дил Рассел (Annie Scott Dill Russell). С ней он сотрудничал до конца жизни, в 1909 году вышла их совместная книга «The Heavens and their Story».

## Память
В 1970 г. Международный астрономический союз присвоил имя Эдварда Маундера (совместно с Энни Скот Маундер)  кратеру на обратной стороне Луны.